# باستاون (ویسکانسین)
باستاون (به انگلیسی: Bosstown) یک منطقهٔ مسکونی در ایالات متحده آمریکا است که در شهرستان ریچلند، ویسکانسین واقع شده‌است. باستاون ۲۸۴٫۹۹ متر بالاتر از سطح دریا واقع شده‌است.